# Gaultheria leschenaultii
Gaultheria leschenaultii är en ljungväxtart som beskrevs av Dc. Gaultheria leschenaultii ingår i släktet Gaultheria och familjen ljungväxter. Inga underarter finns listade i Catalogue of Life.